# Nucleo magnetico
Un nucleo magnetico è un pezzo di materiale magnetico con un'alta permeabilità magnetica usato per confinare e guidare il campo magnetico in dispositivi elettrici, elettromeccanici e magnetici come gli elettromagneti, i trasformatori, i motori elettrici, i generatori elettrici, gli induttori, le testine di registrazione magnetiche e i gruppi magnetici.  È fatto di metallo ferromagnetico come il ferro, o di composti ferrimagnetici come la ferrite.  L'alta permeabilità, rispetto all'aria circostante, fa sì che le linee di campo magnetico siano concentrate nel materiale del nucleo. Il campo magnetico è spesso creato da una bobina di filo che trasporta corrente attorno al nucleo.
L'uso di un nucleo magnetico può aumentare la forza del campo magnetico in una bobina elettromagnetica di un fattore di diverse centinaia di volte quello che sarebbe senza il nucleo. Tuttavia, i nuclei magnetici hanno effetti collaterali che devono essere presi in considerazione.  Nella corrente alternata (AC), essi causano perdite di energia, dette perdite del nucleo (in inglese core losses), dovute alla perdita di isteresi e alle correnti parassite in applicazioni come i trasformatori e gli induttori.  Materiali magnetici "morbidi" con bassa coercitività e isteresi, come l'acciaio al silicio, o la ferrite, sono solitamente usati nei nuclei.